# المسیناه
ال-مسیناه یک منطقهٔ مسکونی در یمن است که در استان صنعا واقع شده‌است.